# Maria Stuart (Schiller)

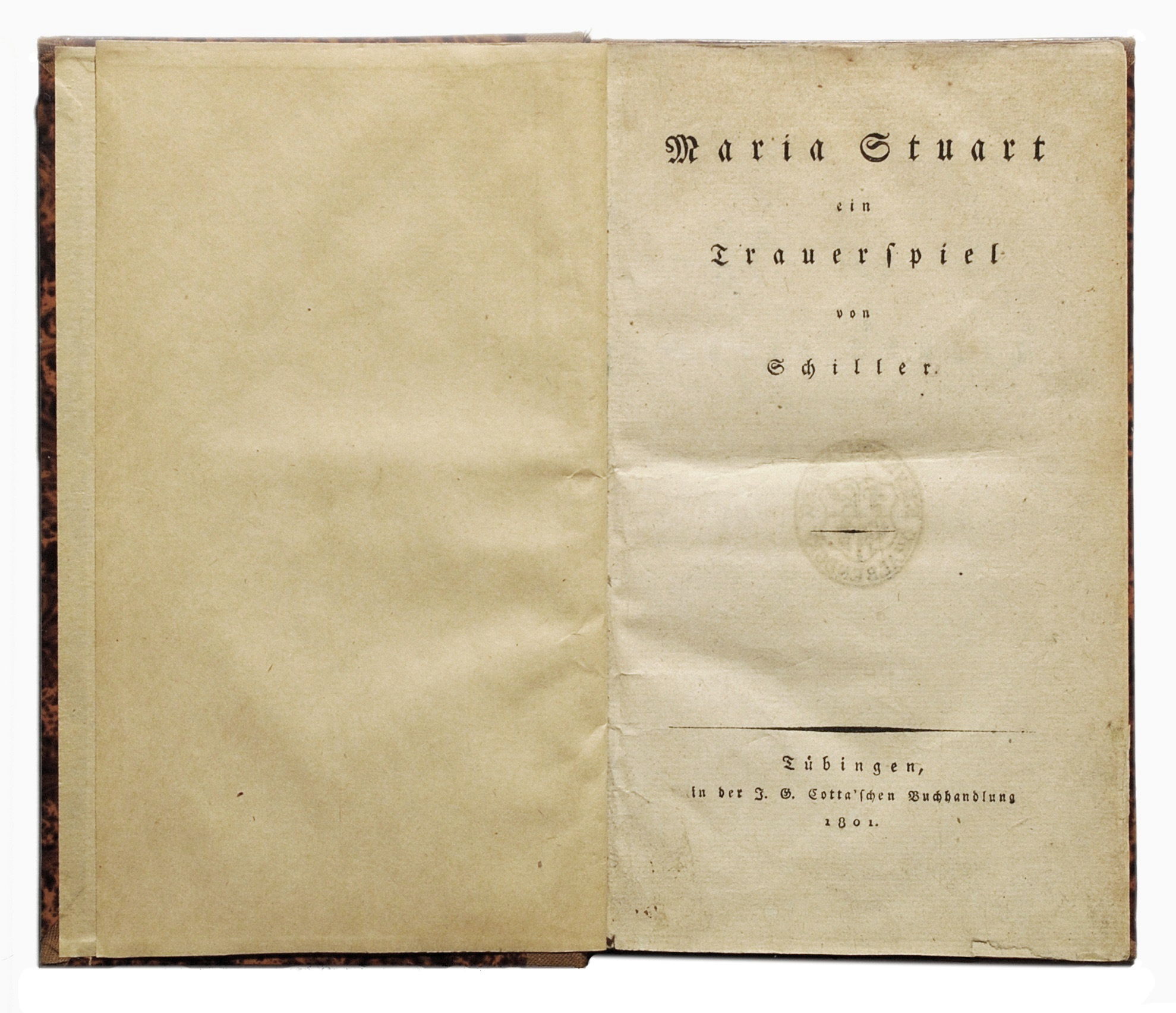
Titelpagina van de uitgave van de tekst van Maria Stuart uit 1801

Maria Stuart is een historisch theaterstuk geschreven door de Duitse schrijver Friedrich von Schiller.
De hoofdpersonages in dit werk zijn Maria Stuart, koningin van Schotland en haar nicht Elizabeth I van Engeland.
Op 14 juni 1800 ging het stuk in première te Weimar, Duitsland.
Schillers inspiratiebronnen waren voornamelijk de klassieke tragedies, dit komt tot uitdrukking in de symmetrische opbouw van het stuk:
- act I: Maria Stuart
- act II: Elizabeth
- act III: confrontatie tussen Maria Stuart en Elizabeth
- act IV: Elizabeth
- act V: Maria Stuart

Maria Stuart wordt ervan beschuldigd haar echtgenoot vermoord te hebben. Ze vlucht weg uit Schotland en zoekt bescherming in Engeland, waar haar nicht Elizabeth regeert. 
Elizabeth ziet Maria Stuart echter als een bedreiging voor de troon en laat haar gevangennemen. Dankzij de tussenkomst van Leicester en Mortimer, die ooit naar Maria's hand vroeg,  wordt door Elizabeth de doodstraf van Maria Stuart omgezet in levenslange gevangenschap. 
Wanneer het uiteindelijk tot een laatste confrontatie komt tussen Elizabeth en Maria, ontaardt de situatie en wordt Maria Stuart beschuldigd van hoogverraad, nadat ze Elizabeth haar ongezouten mening meedeelt. De plannen van Leicester en Mortimer om Maria Stuart te bevrijden dreigen ontdekt te worden en na het verraad van Leicester, die zichzelf trachtte te beschermen, pleegt Mortimer uiteindelijk zelfmoord.
Na de executie van Maria Stuart, die Leicester voor de executie nog eenmaal sprak, komt de ware toedracht van de feiten aan het licht, maar Elizabeth weigert haar schuld in te zien en schuift de verantwoordelijkheid in andermans schoenen.
Elizabeth blijft vereenzaamd achter terwijl Maria Stuart na haar dood bij God haar gemoedsrust heeft herwonnen en Leicester naar Frankrijk is gevlucht.

## Nederlandse vertalingen
Het toneelstuk Maria Stuart is verschillende malen in het Nederlands vertaald:
- 1807 door Johannes Kinker
- 1866 door Jan Jakob Lodewijk ten Kate
- 1924 door Dirk Jacobus Cornelis Zeeman
- 1940 door Wilhelmus Johannes Maria Antonius Asselbergs
- 1991 door Barber van de Pol voor het Nationale Toneel
- 2006 door Gerrit Kouwenaar voor het Nationale Toneel